# CAC Woomera
Il CAC Woomera, noto anche come CAC CA-4 e nella sua successiva versione CAC CA-11, fu un bombardiere bimotore multiruolo ad ala bassa realizzato dall'azienda australiana Commonwealth Aircraft Corporation (CAC) nei primi anni quaranta e rimasto allo stadio di prototipo.

## Storia

### Sviluppo
Nei primi mesi del 1939 il governo australiano ordinò un gran numero di bombardieri Bristol Beaufort i quali verranno costruiti su licenza nelle officine ferroviarie scavalcando la locale società aeronautica Commonwealth Aircraft Corporation.
La CAC, sotto la direzione di Sir Lawrence Wackett, inizia a sviluppare un proprio progetto con la speranza di spostare l'attenzione dal Beaufort grazie alla costruzione di un velivolo che potesse ricoprire sia il ruolo di aerosilurante che di bombardiere in picchiata. Per ottenere un velivolo di peso contenuto, Wackett evitò di ricorrere agli oramai classici serbatoi autosigillanti optando per una soluzione più semplice, con i serbatoi del combustibile ricavati nella struttura alare a tenuta stagna.
Inizialmente il governo australiano si disinteressò del progetto della CAC, tuttavia, nell'estate 1940, essendo stati privati della fornitura di componenti realizzati in Gran Bretagna per il programma Beaufort, a causa di un embargo sull'esportazione di prodotti per l'aviazione necessario per la necessità di massimizzare la produzione britannica durante la Battaglia d'Inghilterra, il governo australiano ordinò di costruire un prototipo per la valutazione, anche prima che la Royal Australian Air Force esprimesse un interesse sul modello. Il nuovo modello, che assunse la designazione CA-4, era un bombardiere bimotore ad ala bassa multiruolo con un equipaggio di tre persone, armato con quattro mitragliatrici Browning .303 Mark II calibro .303 in (7,7 mm) posizionate sul muso, più altre due binate comandate in remoto e posizionate in altrettante barbette nella parte posteriore delle due gondole motore. In quella configurazione poteva essere dotato di un carico offensivo in bombe pari a 500 lb o in alternativa equipaggiato con due siluri.
Il prototipo venne portato in volo per la prima volta il 19 settembre 1941 ottenendo prestazioni dichiarate sufficienti per proseguirne lo sviluppo. La soluzione tecnica adottata per lo stoccaggio del combustibile si rivelò tuttavia problematica e poco affidabile. Nel gennaio 1943, durante un volo di prova, un'esplosione, probabilmente causata da una perdita di carburante, ne determinò la sua completa distruzione.
Ciò nonostante venne costruito un nuovo prototipo, caratterizzato da un impennaggio ridisegnato e dall'adozione di due cannoncini aeronautici Hispano Mk II calibro 20 mm nel muso in sostituzione di due delle quattro mitragliatrici calibro .303 in presenti nel precedente CA-4. In questa configurazione gli venne assegnata la designazione CA-11 Woomera.

### Impiego operativo
In seguito alla crisi causata dall'entrata giapponese nella seconda guerra mondiale nel dicembre 1941, la Royal Australian Air Force emise un ordine di fornitura per 105 esemplari del nuovo bombardiere nel marzo 1942, prima del termine delle prove preliminari. Tuttavia, a causa della perdita del prototipo CA-4, il ridisegnato CA-11 non riuscì ad essere portato in volo che nel giugno 1944. La data prevista per l'avvio di produzione in serie slittò quindi ulteriormente quando oramai non si ritenne più necessario dotarsi di un velivolo nel ruolo di bombardiere in picchiata. La RAAF in quel periodo si stava equipaggiando con i britannici Bristol Beaufighter per ricoprire i ruoli di bombardiere leggero, ricognitore ed aereo da attacco al suolo mentre nella fascia superiore si affidarono agli statunitensi Consolidated B-24 Liberator oramai diventati disponibili. Di conseguenza, l'ordine per il Woomera venne ridotto dagli originali 105 a soli 20 esemplari. Dopo che il primo CA-11 volò l'intero programma venne annullato e la capacità di produzione destinata al Woomera alla CAC venne spostata alla produzione su licenza del caccia North American P-51 Mustang con la designazione CA-17 e CA-18.

## Utilizzatori
Australia
- Royal Australian Air Force